# Сурдулица (община)
Сурдулица (серб. Сурдулица) — община в Сербии, входит в Пчиньский округ.
Население общины составляет 20 957 человек (2007 год). Занимаемая площадь — 628 км².
Административный центр общины — город Сурдулица. Община Сурдулица состоит из 41 населённого пункта.

## Населённые пункты
- Алакинце
- Бациевце
- Бело-Поле
- Биновце
- Битврджя
- Божица
- Власина-Округлица
- Власина-Рид
- Власина-Стойковичева
- Вучаделце
- Горня-Козница
- Горне-Романовце
- Грознатовци
- Данино-Село
- Дикава
- Доне-Романовце
- Драинци
- Дуги-Дел
- Дугойница
- Елашница
- Загужане
- Калабовце
- Киевац
- Клисура
- Колуница
- Кострошевци
- Лескова-Бара
- Масурица
- Мачкатица
- Ново-Село
- Паля
- Рджявица
- Стайковце
- Стрезимировци
- Сувойница
- Сурдулица
- Сухи-Дол
- Топли-До
- Топли-Дол
- Троскач
- Чурковица

## Статистика населения общины
| Год  | Население, чел. |
| ---- | --------------- |
| 1991 | 23 789          |
| 2001 | 22 338          |
| 2002 | 22 083          |
| 2003 | 21 876          |
| 2004 | 21 707          |
| 2005 | 21 487          |
| 2006 | 21 248          |
| 2007 | 20 957          |